# GIAT 30
GIAT 30 je označení rodiny automatických kanónů ráže 30 mm francouzské konstrukce vyvinuté jako náhrada leteckých kanónů řady DEFA 550.
Je vyráběná firmou Nexter Systems (dříve GIAT Industries) od 80. let 20. století. Jedná se o automatický revolverový kanón s elektrickým zápalem. Na rozdíl od kanónů DEFA, fungujících na principu odběru prachových plynů, je revolverová nábojová komora otáčená elektromotorem, což zvyšuje kadenci i spolehlivost střelby. Zbraň existuje ve dvou hlavních variantách, označených M781 a M791, které se liší užívanou municí, určením a rozměrovými parametry.

## GIAT 30 M781
M781 je zbraň určená pro výzbroj vrtulníků, a nabízená v několika pevných, věžových anebo podvěsných lafetacích. Je 1,87 m dlouhá, její celková hmotnost činí 65 kg a používá stejné střelivo 30 × 113 mm B jako kanóny ADEN, DEFA a M230. Hmotnost náboje je od 244 (HE-I) do 270 g (APHEI-SD). Typická úsťová rychlost je 810 m/s a kadence 750 ran za minutu.
Vzhledem ke značnému zpětnému rázu je typ často užíván pro střelbu jednotlivými ranami nebo krátkou dávkou, ne nepřetržitou střelbu. Typ je užíván bitevním vrtulníkem Eurocopter Tiger a také nabízen jako součást námořního systému NARWHAL (NAval Remote Weapon High Accuracy and Light - námořní dálkově ovládaná zbraň, vysoce přesná, lehká).
Typy užívané munice: HEI; APHEI; APHEI-SD; API-T; TP.

## GIAT 30 M791
M791 je kanón určený pro stíhací a víceúčelové bojové letouny,
například Dassault Rafale. Užívá nově vyvinutou řadu munice 30 × 150 mm B v celé řadě typů, dosahující úsťové rychlosti 1 025 m/s, což odpovídá energii střely 127,4 kJ (94 000 ft-lb) na ústí, bez zohlednění explozivní síly náplně. Kadence je volitelná, s možností 300, 600, 1 500 nebo 2 500 ran za minutu, a kanón může střílet buď nepřetržitě, nebo v kontrolovaných dávkách o trvání 0,5 nebo 1 s.